# Saint-Jean-Kerdaniel
Saint-Jean-Kerdaniel (bret. Sant-Yann-Gerdaniel) – miejscowość i gmina we Francji, w regionie Bretania, w departamencie Côtes-d’Armor.
Według danych na rok 1990 gminę zamieszkiwały 373 osoby, a gęstość zaludnienia wynosiła 34 osoby/km² (wśród 1269 gmin Bretanii Saint-Jean-Kerdaniel plasuje się na 905. miejscu pod względem liczby ludności, natomiast pod względem powierzchni na miejscu 806.).